# Catharsius lycaon
Catharsius lycaon là một loài bọ cánh cứng trong họ Bọ hung (Scarabaeidae).